# 宮脇憲一
宮脇 憲一（みやわき けんいち、1984年10月16日 - ）は、RKB毎日放送のアナウンサー。

## 経歴
三重県四日市市の出身で、三重県立四日市高等学校から早稲田大学を経て、2008年4月1日付でアナウンサーとしてRKB毎日放送へ入社。入社当初は、主にエンターテインメント系の番組を担当した。
若手時代には、先輩アナウンサーの川添麻美と番組などで共演する機会が多かった。川添が今井正人（トヨタ自動車九州陸上競技部に所属する長距離走・マラソン選手）との結婚を機に退社したことを受けて、川添が在職中に従事していた地上デジタル放送推進大使の役割を2011年の初頭から継承。RKBを代表して、北部九州（福岡県・佐賀県）における地上デジタル放送への完全移行に向けたPRを川上政行（当時『今日感テレビ』のMCを務めていたTXN九州出身のフリーアナウンサー）と共に担った。ちなみに、当時番組で共演していた川内天子（芸能リポーター）からは、「慎重派でありながらもチャレンジ精神旺盛な人」「見た目は“草食系”ですが、人のいないところで相当努力するタイプ」と評されている。
2014年度からは、活動の軸足をスポーツ中継へ移行。『RKBエキサイトホークス』（ラジオのプロ野球中継）では、地元球団の福岡ソフトバンクホークスにおける史上初の二軍（ウエスタン・リーグ）公式戦中継（2018年7月4日にタマホームスタジアム筑後で催されたオリックス・バファローズとのナイトゲーム）の実況も担当した。その一方で、2020年に気象予報士の資格を取得。2021年2月7日・14日にテレビで放送された『サンデーウォッチ』では、「気象予報士」として気象の解説を任された。2021年10月からは、『THE TIME,』（TBSテレビ制作の全国ネット向け番組）内の「列島リアルタイム中継」でRKBが北部九州エリアからの中継を制作する場合に、中継のキャスターを武田伊央（後輩アナウンサー）と交互に務めている。
2022年3月28日からは、『タダイマ!』（『今日感テレビ』の後継番組）のMCへ就任したことに伴って、スポーツの担当を離脱している。

## 出演番組
太字は担当中の番組。

### ラジオ
- タケちゃんケンちゃんセキラ♪ラ♪ラジオ(2025年4月5日 - )7:00〜7:30
- RKBエキサイトホークス（不定期で実況、リポート）
- エンタメバラエティ THE☆ヒット情報（金曜日担当）
- おしゃべり本棚（RKBのアナウンサーが週変わりで出演）
- はっちゃけ（今週のVOICE担当）
- コーポももちはま（火曜日担当）
- RKBエキサイトホークス 延・長・戦!（ナイターオフのみ）
- ホークス&スポーツ
- アナウンサーの世界（火曜日担当）
- Toi toi toi!（水曜日担当）
- RKB50ニュース（不定期）

### テレビ
- サンデーウォッチ
- 今日感テレビ（shopnews担当）、今日感テレビ日曜版（2013年度進行）
- 超科学アイドルメディアHKTV!
- デジももタイムズ→地デジタイムズ
- はなわの食紀行（ナレーション）
- RKBヘッドライン（不定期）
- THE TIME, (前述)
- タダイマ！（2022年3月28日 - ）

### RKB外の出演
- Jリーグ中継（DAZN）